# چاتورانگا دانداسانا

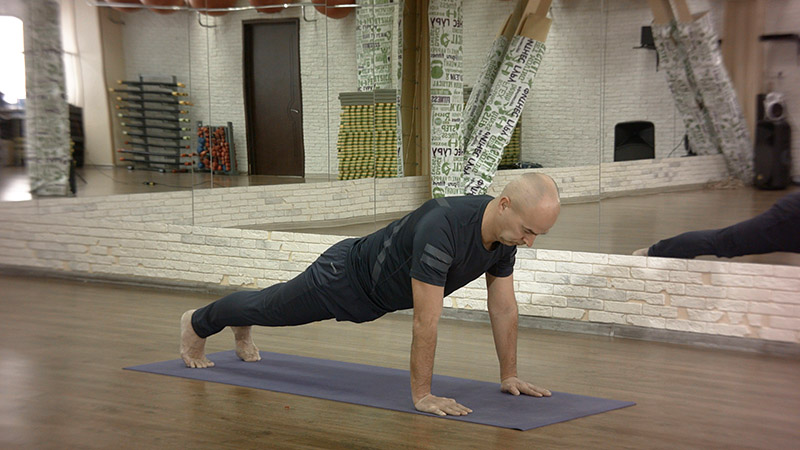
چاتورانگا دانداسانا ۱

چاتورانگا دانداسانا (سانسکریت: चतुरङ्ग दण्डासन ; IAST: Caturaṅga Daṇḍāsana) یا وضعیت چهارپایی، یک آسانا در یوگا مدرن به عنوان ورزش که در آن بدن صاف موازی با زمین توسط انگشتان پا و کف دست، با آرنج در یک زاویه قائم در امتداد بدن.

## ریشه‌شناسی و ریشه‌ها
این وضعیت در هاتا یوگا تا قرن بیستم ناشناخته بوده، اما در کتاب راهنمای ژیمناستیک Vyayama Dipika در سال ۱۸۹۶، به عنوان بخشی از توالی «بسیار قدیمی» تمرینات دندا مطرح شده‌است. نورمن سومن پیشنهاد می‌کند که این یکی از وضعیت‌هایی است که کریشناماچاریا در یوگا مدرن در میسور اتخاذ کرده و شاگردانش آن را ادامه داده‌اند. و از آساناهای چهارم، هشتم و دوازدهم است.

## شرح
- روی شکم دراز بکشید. انگشتان و سینه پا را روی زمین قرار دهید.
- آرنج‌ها را خم کنید و کف دست‌ها را طرفین قفسه سینه قرار دهید. پاها را حدوداً ۳۰ سانتی‌متر فاصله دهید و دنبالچه را داخل بکشید.
- همراه بازدم، بدن را بالا بیاورید تا آرنج‌ها ۹۰ درجه و بازوها موازی زمین شوند. وزن را به کف دست‌ها و انگشتان پاها بدهید.

آرنج‌ها در کناره‌های بدن قرار دارند.  
همراه بازدم، بدن را بالا بیاورید. آرنج‌ها کنار تنه بمانند و کمر به سمت زمین نرود.